# Stari Bezradîci, Obuhiv
Stari Bezradîci (în ucraineană Старі Безрадичі) este localitatea de reședință a comunei Stari Bezradîci din raionul Obuhiv, regiunea Kiev, Ucraina.

## Demografie
Componența lingvistică a localității Stari Bezradîci
     Ucraineană (96,02%)
     Rusă (3,98%)
Conform recensământului din 2001, majoritatea populației localității Stari Bezradîci era vorbitoare de ucraineană (96,02%), existând în minoritate și vorbitori de rusă (3,98%).